# Animal Crackers
Animal Crackers war der zweite Film mit den Marx Brothers Groucho, Chico, Harpo und Zeppo Marx. Gedreht wurde er im Jahr 1930.

## Handlung
Mrs. Rittenhouse veranstaltet auf ihrem Landgut eine Party, auf der die Rückkehr des Forschers Captain Jeffrey T. Spaulding gefeiert werden soll. Auf der Party wird zudem das Gemälde Nach der Jagd von Beaugard ausgestellt, das dem Kunstmäzen Roscoe W. Chandler gehört.
Nach dem Auftritt der Bediensteten von Mrs. Rittenhouse, bei dem die Unterbringung von Mr. Spaulding geklärt wird, erscheint Mr. Chandler mit dem Gemälde. Als Chandler bei der Übergabe Mrs. Rittenhouse seine Liebe gesteht, wird er von deren Tochter Arabella überrascht. Danach erscheint der Sekretär von Captain Spaulding, gefolgt vom Captain selbst, der von vier Afrikanern auf einer Sänfte hereingetragen wird. Als weitere Gäste erscheinen der Musiker Emanuel Ravelli und der Professor. Nachdem letzterem der Mantel abgenommen worden ist, steht er in Unterwäsche da. Anschließend ergreift er eine Pistole und beginnt ziellos zu schießen. Alle verlassen fluchtartig den Raum. Der Professor erlegt noch eine Uhr und einen Kanarienvogel im Käfig, bevor er auf die eintretenden Personen schießt. Eine Statue erwidert das Feuer. Eine auftauchende junge Frau bewegt den Professor, ihr nachzustellen und hinter ihr herzujagen.
Als das Gemälde unter Aufsicht von Butler Hives aufgehängt wird, betreten seine ehemalige Arbeitgeberin Mrs. Whitehead und ihre Freundin Mrs. Grace den Raum. Die beiden Damen beschließen, das Bild durch eine schlechte Kopie zu ersetzen, um Mrs. Rittenhouse zu kompromittieren. Dazu wollen sie Hives einspannen, der sich Mrs. Whitehead immer noch verpflichtet fühlt. Anschließend betreten Arabella Rittenhouse und John Parker den Raum, was Mrs. Whitehead zum Gehen veranlasst. Das verliebte Paar möchte heiraten; Parker weiß allerdings nicht, wie er sie beide ernähren soll, da er als Maler zu wenig verdient. Auch sie beschließen, später das Bild durch eine Kopie von Parker zu ersetzen, um Chandler und die anderen Gäste zu bewegen, ein Bild von Parker zu erwerben.
In einem Nebenzimmer gesteht Captain Spaulding Mrs. Rittenhouse seine Liebe, wird aber von Mrs. Whitehead unterbrochen. Dies veranlasst ihn, auch mit dieser zu flirten. Zudem schlägt er beiden vor, ihn zu heiraten. Als eine Gruppe junger Frauen die Treppe herunterkommt, wendet Spaulding sich ihnen zu und verlässt Mrs. Rittenhouse und Mrs. Whitehead.
Als Chandler und Ravelli zusammen den Raum mit dem Bild betreten, äußert dieser die Vermutung, Chandler zu kennen. Zusammen mit dem Professor findet er heraus, dass es sich um Abe, den Fischmann, handelt. Um seine wahre Identität zu verbergen, besticht Chandler beide. Nachdem er Ravelli und den Professor losgeworden ist, trifft er auf Captain Spaulding. Dieser versucht Chandler zur Finanzierung einer „Expedition“ zu bewegen; dabei soll es sich um seinen eigenen Ruhestand handeln. Das Gespräch entwickelt sich zu einer Aneinanderreihung absurder Ideen.
Nachdem beide den Raum verlassen haben, betreten Arabella und Parker den Raum, um das Bild auszutauschen. Dabei werden sie von Ravelli und dem Professor überrascht. Arabella versucht, Ravelli dazu zu bewegen, das Bild zu tauschen, während der Professor weiterhin eine junge Frau verfolgt. Als Ravelli den Professor wiedergefunden hat, überreden beide Mrs. Rittenhouse und Mrs. Whitehead zu einem Kartenspiel.
Abends tauschen Ravelli und der Professor das Bild aus. Beinahe scheitern sie; denn der Professor versteht zunächst nicht, dass Ravelli eine Funzel benötigt. Stattdessen holt er nacheinander eine Flunder, eine Flasche, einen Flush, eine Flätsche und eine Flöte aus seiner Tasche. Schließlich zaubert er aber doch noch eine Funzel hervor. Das ganze Spiel wiederholt sich nach einem Stromausfall. Schließlich gelingt es ihnen, das Bild auszutauschen, obwohl sich während des Stromausfalls Mrs. Rittenhouse und Captain Spaulding im Zimmer aufhalten.
Am Abend berichtet Spaulding von seinen Expeditionen, es folgt ein Auftritt von Ravelli am Klavier. Der Professor beginnt anschließend ebenfalls mit einem Klavierstück, das allerdings in einer Rauferei zwischen ihm und Ravelli endet. Danach begibt sich wieder Ravelli ans Klavier. Captain Spaulding überreicht am Ende des Vortrags Mrs. Rittenhouse als Geschenk eine Truhe. Während die Gesellschaft in den Salon wechselt, verlässt Hives, der das Bild noch einmal getauscht hat, diesen mit dem anderen Bild unter der Jacke und versteckt dieses.
Als das Bild enthüllt wird, kommt es zum Skandal: es wird als Fälschung entlarvt. Bei einem erneuten Stromausfall verschwindet auch die Kopie. Alle verlassen den Raum, um das Bild zu suchen; nur Mrs. Whitehead, Mrs. Grace und Hives verbleiben im Raum, da Hives das Bild während des Stromausfalls wieder abgehängt hat. Da auch das Versteck leer ist, verdächtigen sie den Professor und begeben sich auf die Suche nach ihm.
Im Garten unterhalten sich Arabella und Parker über das verschwundene Bild, dann besingen sie in einem Duett ihre Gefühle füreinander. Nachdem sie gegangen sind, erklingt ein Harfensolo des Professors.
Am Morgen fängt Arabella Ravelli ab, um ihm das Bild abzunehmen, da die Polizei ihr Kommen angekündigt hat. Als auch sein Versteck leer ist, beginnen sie mit der Suche nach dem Bild. Auf der Suche nach Captain Spaulding trifft Mrs. Rittenhouse auf dessen Sekretär Jamison. Als Spaulding von seinem Ausritt zurückkehrt, diktiert er Jamison einen Brief, bis die Polizei erscheint. Jamison führt die Polizei anschließend zum Tatort.
Im Garten des Anwesens liegt der Professor unter dem Bild und schläft. Dort wird er von Hives und Mrs. Whitehead aufgespürt. Mrs. Whitehead lenkt den Professor ab, damit Hives das Bild an sich nehmen kann. Dieser schlägt den Professor nieder und nimmt das Bild mit.
Inzwischen hat aber Parker das Bild entdeckt und in seinem Zimmer deponiert. Als er Arabella informiert, werden sie vom Professor belauscht, der das Bild wieder an sich nimmt. Und als dieser von der Polizei überrascht wird, verliert er es und Parker kann es wieder an sich nehmen. Allerdings stellt er zusammen mit Arabella und Captain Spaulding fest, dass es sich auch bei diesem Bild nicht um das Original handelt.

## Bemerkungen
- Der Film enthält zahlreiche klassische Szenen der Marx Brothers: Die Schilderung von Captain Spauldings Afrikareise, das Bridgespiel mit Chico und Harpo gegen Margret Dumont und deren Partnerin sowie die Moralpredigt des Inspektors an die Adresse von Harpo, in deren Verlauf ein komplettes Tafelsilber aus dessen Ärmel fällt.

- Groucho singt hier erstmals seinen Kult-Hit Hooray for Captain Spaulding im Film.[1]  Der Song wurde 1947 zur Erkennungsmelodie seiner TV-Serie You Bet Your Life und wurde oft bei Gastauftritten Grouchos angespielt.